# 巴甫洛夫卡农村居民点 (沃罗涅日州)
巴甫洛夫卡农村居民点（俄语：Павловское сельское поселение）是俄罗斯联邦沃罗涅日州拉蒙区所属的一个农村居民点。其下辖有5个居民点，行政中心为格列米亚奇耶。据2016年统计，该农村居民点的人口为347人。